# Павле Маринковић
Павле Д. Маринковић (Београд, 15/27. јун 1866 — Врњачка Бања, 10. јун 1925) био је српски правник, политичар, публициста и дипломата.

## Биографија
Отац Димитрије, министар и председник Сената, мајка Велика, рођ. Клајн.
Основну школу завршио је у Београду. Матурирао је у Првој београдској гимназији 1886. У Паризу је завршио права. Током студија показао је више интересовања за позориште и глумачку каријеру, него за правне науке. По повратку у Србију, постављен је за судског писара Првостепеног суда у Ужицу. Био је један од вођа Напредне странке. Занимао се за новинарство, био један од покретача дневног листа Ред 1894, а сарађивао је и у часопису Српски преглед. Због кицошког облачења и омаловажавања људи који су потицали из сиромашних средина београдски кругови су му наденули надимак "Паја Бунда".
Био је отправник послова посланстава у Петрограду и Атини (1895-1898). По повратку из Атине, са Јанком Веселиновићем и Браниславом Нушићем покренуо је књижевни лист Звезда (1898).
Пошто је његов отац Димитрије Маринковић одбио да састави нову владу, Павле је постављен за министра просвете и црквених дела постављен је јула 1900. и на том месту остао је до априла 1901. У време његовог министровања отворене су Богословија „Свети Сава“ и прва Женска учитељска школа у Београду (1900); донет је Закон о Народној библиотеци и Правила о унутрашњем уређењу и раду у Народној библиотеци (1901). Осим тога значајна је била његова улога у оснивању Етнографског музеја и Уметничког одељења при Министарству просвете. Био је један од напредњака који је учествовао у стварању Априлског (октроисаног) устава и личност од поверења краља Александра Обреновића, који је Павла Маринковића користио за комуникацију са осталим члановима те странке, фебруара и марта 1901. године. Потом је радио на формирању нове странке, коју је требало да чине најистакнутији радикали и напредњаци.
Од априла 1902. до 1903. био је посланик у Софији. Краљ Александар га је поставио са задатком да ради на српско-бугарском споразуму о Македонији. После Мајског преврата вратио се у Србију и 1904. са Јованом Адамовићем покренуо дневни лист Правда, који је излазио до 1941. године. Оснивачи су имали у виду задовољење правде извођењем пред суд лица која су учествовала у Мајском преврату. У периоду 1905-1914. био је народни посланик и у том својству отворио је једну од најсадржајнијих парламентарних расправа о „завереничком питању“. По њему, централно место имала је борба за превласт цивилне над војном влашћу. Због његових ставова, 1907. на Теразијама напала га је група наоружаних официра. Као народни посланик и бивши посланик у Софији, посетио је Бугарску новембра 1914, покушавајући да наговори Бугаре да стану уз Србију и њихову заједничку заштитницу Русију. Његова посета само је закратко променила однос бугарске јавности према Србији. У време Првог светског рата био је посланик у Букурешту. Приликом уласка Румуније у рат на страни сила Антанте, радио је против савезничких обећања датих у погледу Баната. Био је у пратњи Николе Пашића током његовог пута у Петроград, априла 1916, када се разговарало о помоћи српској влади и војсци и промени бугарофилске политике званичне Русије. Током 1917, посебно је посветио пажњу промени концесија које су силе Антанте гарантовале Румунији у Банату. Поткрај рата блиско је сарађивао са Николом Пашићем.
После рата пристао је да уђе у Владу Краљевине СХС. Априла 1919. именован је за министра шумарства и рударства. У томе ресору се кратко задржао, јер је преузео ресор Министарства просвете у две владе Љубомира Давидовића, од августа 1919. до фебруара 1920. године. У време његово првог мандата, донета је Уредба о уређењу Министарства просвете, 3. септембра 1919, којом је утврђена организација, прописано функционисање и одређене надлежности. Циљ је био да се контролом рада у свим областима школства, народног просвећивања, научне и културне делатности гарантује грађење политичке свести у народу, а посебно код омладине, свести о нужности "племенског заједништва" схваћеног у смислу јединственог народа Јужних Словена. Његовим залагањем отворен је Господарско-шумарски факултет Свеучилишта у Загребу, наредбом од 26. септембра 1919. године. Потом су основани Правни факултет у Суботици и Филозофски факултет у Скопљу, Уредбом од 27. јануара и Указом од 2. фебруара 1920. године. Одмах по преузимању ресора Министарства просвете, Павле Маринковић се јавно изјаснио за промену курса у политици образовања учитеља. Док је био на тој дужности, наставни план и програм рада учитељских школа са трогодишњим трајањем замењен је сталним програмом за све учитељске школе у Краљевини СХС. У првој половини 1920. постављен је за министра вера, што је остао до јануара 1921. На свечаности у Сремским Карловцима, августа 1920, прочитао је Указ краља Петра I Карађорђевића којим је потврђена Одлука Архијерејског сабора о поновном васпостављењу Српске патријаршије. Писао је приказе, књижевне и позоришне критике. Залагао се за унапређивање позоришта у Србији.
Био је један од потписника испред Напредњачке странке којом су Демократски клуб, Самостална радикална странка и напредњаци формирали јединствену Демократску странку, априла 1919. године.
Изабран је за посланика на изборима у новембру 1920., на демократској листи у Сомбору, али убрзо оболева од срчане болести и напушта политику. Умро је јуна 1925. у врњачком санаторијуму „Свети Ђорђе”, десетак дана након што је отишао тамо због болести.
Имао је два млађа брата Војислава и Светислава.